# 레이시 터너
레이시 터너(Lacey Turner, 1988년 3월 28일 ~ )는 잉글랜드의 배우이다.

## 출연 작품
- 아워 걸 (2014)
- 스위치 (2012)